# Маргарета фон Насау-Диленбург (1606–1661)
Маргарета фон Насау-Диленбург (на немски: Margareta von Nassau-Dillenburg; * 5 септември 1606, Диленбург; † 30 януари 1661, Браке, Лемго) е графиня на Насау-Диленбург и чрез женитба графиня на Липе-Браке.

## Произход
Тя е единствената дъщеря на граф Георг фон Насау-Диленбург (1562 – 1623) и втората му съпруга графиня Амалия фон Сайн-Витгенщайн (1585 – 1633), дъщеря на граф Лудвиг I фон Сайн-Витгенщайн (1532 – 1605) и втората му съпруга графиня Елизабет фон Золмс-Лаубах (1549 – 1599).

## Фамилия
Маргарета се омъжва на 5 октомври 1626 г. в Диленбург за граф Ото фон Липе-Браке (* 21 декември 1589; † 18 ноември 1657), син на граф Симон VI фон Липе (1554 – 1613) и втората му съпруга графиня Елизабет фон Холщайн-Шаумбург (1566 – 1638). Двамата имат 12 деца.
- Казимир (1627 – 1700), женен на 28 май 1663 г. в Хомбург за графиня Анна Амалия фон Зайн-Витгенщайн-Хомбург (1642 – 1683)
- Ернст (* 10 октомври 1628; † 25 декември 1628)
- Амалия (* 20 септември 1629; † 9 август 1676), омъжена на 27 февруари 1666 г. в Детмолд за Херман Адолф, граф на Липе-Детмолд (1616 – 1666)

- Юлиана (* 17 декември 1630; † 23 януари 1631)
- Сабина (* 29 ноември 1631; † 28 октомври 1684)
- Доротея (* 23 февруари 1633, Браке; † 17 март 1706, Касел), омъжена на 10 май 1665 г. в Браке за граф Йохан Дитрих фон Куновиц (1624 – 1700, Фритцлар)
- Вилхелм (* 12 април 1634; † февруари 1690, Англия), женен на 19 май 1667 г. в Текленбург за Лудовика Маргарета, графиня фон Бентхайм-Текленбург (1648 – 1722)
- Мориц (* 9 август 1635; † 4 август 1666)
- Фридрих (* 10 юли 1638; † 13 януари 1684), женен на 3 април 1674 г. за херцогиня София Луиза фон Шлезвиг-Холщайн-Зондербург (1650 – 1714), родители на Лудвиг-Фердинанд, последният граф фон Липе-Браке
- Отилия (* 7 ноември 1639; † 20 октомври 1680), омъжена на 26 август 1667 г. в Браке за граф Фридрих Еберхард фон Льовенщайн-Вертхайм-Вирнебург (1629 – 1683)
- Георг (* 21 ноември 1641; † 24 юни 1703), генерал-лейтенант, женен (1691) за Доротея Агнес Мария Сауерман († 1692)
- Август (* 9 септември 1644, дворец Браке; † 19 юни 1701, Нойвид), генерал, фелдмаршал на Хесен-Касел, ландкомтур на Балей Хесен на Немския орден, погребан в църквата „Св. Елизабет“ в Марбург

- Георг фон Липе-Браке (1641 – 1703), 
син
- Август фон Липе-Браке (1644 – 1701), 
син